# Gare de Saint-Avold
Gare de Saint-Avold – stacja kolejowa w miejscowości Saint-Avold, w departamencie Mozela, w regionie Grand Est, we Francji. Jest zarządzana przez SNCF i obsługiwana przez pociągi TER Grand Est.

## Położenie
Znajduje się na linii Rémilly – Stiring-Wendel, na km 27,978 pomiędzy stacjami Teting i Hombourg-Haut, na wysokości 262 m n.p.m.

## Linie kolejowe
- Linia Rémilly – Stiring-Wendel